# IC 719
IC 719 је лентикуларна галаксија у сазвјежђу Дјевица која се налази на листи објеката дубоког неба у Индекс каталогу.
Деклинација објекта је + 9° 0' 35" а ректасцензија 11h 40m 18,5s. Привидна величина (магнитуда) објекта IC 719 износи 12,8 а фотографска магнитуда 13,8. Налази се на удаљености од 29,5 милиона парсека од Сунца. IC 719 је још познат и под ознакама UGC 6633, MCG 2-30-8, CGCG 68-21, ARAK 308, IRAS 11377+0917, PGC 36205.